# فرنسيسكو غينر
فرنسيسكو غينر (بالإسبانية: Francisco Giner de los Ríos)‏ (و. 1839 – 1915 م) هو كاتب، وفيلسوف، وأستاذ جامعي، ومحامي، وأستاذ متفرغ إسباني، ولد في رندة، توفي في مدريد، عن عمر يناهز 76 عاماً.

## التعليم
تعلم في جامعة برشلونة، وFacultad de Filosofía y Letras (Universidad de Granada) ‏.

## روابط خارجية
- فرنسيسكو غينر على موقع الموسوعة البريطانية (الإنجليزية)